# Takydromus stejnegeri
Takydromus stejnegeri (довгохвостка Штейнеґера) — вид ящірок родини ящіркових (Lacertidae). Ендемік Тайваню. Вид названий на честь норвезько-американського зоолога Леонарда Штейнеґера.

## Поширення і екологія
Довгохвостки Штейнеґера мешкають на заході і півночі острова Тайвань, а також на островах Пенху. Вони живуть на луках і серед скель, на висоті до 1000 м над рівнем моря. Найбільш активні з квітня по вересень, взимку впадають у сплячку. Відкладають яйця, в кладці 2-4 яйця.